# Affinity Designer
Affinity Designer is propriëtaire grafische software van het Britse softwarebedrijf Serif Europe, bedoeld voor het maken en bewerken van vectorafbeeldingen en rasterafbeeldingen. Het is beschikbaar voor Apple macOS en Microsoft Windows. Het werd gelanceerd voor macOS op 1 oktober 2014 en voor Microsoft Windows in november 2016.

## Ontvangst
Affinity Designer werd geselecteerd als runner-up in Apple's "Best of 2014" lijst van Mac App Store en iTunes Store inhoud in de macOS app categorie. Het was ook een van de winnaars van de 2015 Apple Design Award.
In 2018 won de Windows-versie de 'Application Creator of the Year' prijs tijdens de Windows Developer Awards.